# العلاقات المجرية العمانية
العلاقات المجرية العمانية هي العلاقات الثنائية التي تجمع بين المجر وسلطنة عمان.

## مقارنة بين البلدين
هذه مقارنة عامة ومرجعية للدولتين:
| وجه المقارنة                                              | المجر                                                       | سلطنة عمان    |
| --------------------------------------------------------- | ----------------------------------------------------------- | ------------- |
| المساحة (كم2)                                             | 93.04 ألف                                                   | 309.50 ألف    |
| عدد السكان (نسمة)                                         | 9.78 مليون                                                  | 4.64 مليون    |
| الكثافة السكانية (ن./كم²)                                 | 105.12                                                      | 14.99         |
| العاصمة                                                   | بودابست                                                     | مسقط          |
| اللغة الرسمية                                             | لغة مجرية                                                   | اللغة العربية |
| العملة                                                    | فورنت مجري                                                  | ريال عماني    |
| الناتج المحلي الإجمالي (بليون دولار)                      | 139.14 مليار                                                | 72.64 مليار   |
| الناتج المحلي الإجمالي (تعادل القوة الشرائية) بليون دولار | 260.42 مليار                                                | 179.49 مليار  |
| الناتج المحلي الإجمالي الاسمي للفرد دولار أمريكي          | 12.36 ألف                                                   | 15.55 ألف     |
| الناتج المحلي الإجمالي للفرد دولار أمريكي                 | 25.07 ألف                                                   | 38.63 ألف     |
| مؤشر التنمية البشرية                                      | 0.828                                                       | 0.793         |
| رمز المكالمات الدولي                                      | +36                                                         | +968          |
| رمز الإنترنت                                              | .hu                                                         | عمان          |
| المنطقة الزمنية                                           | ت ع م+01:00، ت ع م+02:00، أوروبا/بودابست ‏، توقيت وسط أوروبا | ت ع م+04:00   |

## منظمات دولية مشتركة
يشترك البلدان في عضوية مجموعة من المنظمات الدولية، منها:
| علم المنظمة | اسم المنظمة                               | تاريخ انضمام المجر | تاريخ انضمام سلطنة عمان |
| ----------- | ----------------------------------------- | ------------------ | ----------------------- |
|             | مؤسسة التنمية الدولية                     | 29 أبريل 1985      | 1973                    |
|             | يونسكو                                    | 14 سبتمبر 1948     | 10 فبراير 1972          |
|             | وكالة ضمان الاستثمار متعدد الأطراف        | 21 أبريل 1988      | 1989                    |
|             | الأمم المتحدة                             | 14 ديسمبر 1955     | 7 أكتوبر 1971           |
|             | الفريق المعني برصد الأرض                  | ?                  | ?                       |
|             | الاتحاد البريدي العالمي                   | ?                  | ?                       |
|             | البنك الدولي للإنشاء والتعمير             | 7 يوليو 1982       | 1971                    |
|             | الاتحاد الدولي للاتصالات                  | 1866               | 28 أبريل 1972           |
|             | منظمة حظر الأسلحة الكيميائية              | ?                  | ?                       |
|             | مؤسسة التمويل الدولية                     | 29 أبريل 1985      | 1973                    |
|             | المركز الدولي لتسوية المنازعات الاستشارية | 6 مارس 1987        | 1995                    |
|             | منظمة التجارة العالمية                    | 1995               | 2000                    |
|             | منظمة الشرطة الجنائية الدولية             | ?                  | ?                       |

## وصلات خارجية
- موقع وزارة الخارجية المجرية
- موقع وزارة الخارجية العمانية